# Listă de cântăreți internaționali
Aceasta este o listă cu cântăreți (masculini) de talie internațională străini, sortată după genuri în ordinea alfabetică a cântăreților.
Pentru cântărețe, vedeți aici.

## Blues
- Louisiana Red (1932 – 2012))
- Ry Cooder (*1947)
- Elmore James (1918 – 1963)
- Taj Mahal (muzician) (*1942)
- T-Bone Walker (1910 – 1975)
- Muddy Waters (1913 – 1983)

## Country
- Bobby Bare (*1935)
- Garth Brooks (*1962)
- Glen Campbell (1936 – 2017)
- Johnny Cash (1932 – 2003)
- Jeremy Castle
- Elliott Frisby
- Elvis Presley (1935 – 1977)
- Lefty Frizzell (1928 – 1975)
- Merle Haggard (1937 – 2016)
- Mel Hague (*1943)
- Alan Jackson (*1958)
- Waylon Jennings (1937 – 2002)
- Kris Kristofferson (*1936)
- Buddy Jewell (*1961)
- Willie Nelson (*1933)
- Buck Owens (1929 – 2006)
- Charley Pride (1934 – 2020)
- Jim Reeves (1923 – 1964)
- Jimmie Rodgers (1897 – 1933)
- Kenny Rogers (1938 – 2020)
- Carl Smith (1927 – 2010)
- Hank Snow (1914 – 1999)
- Randy Travis (*1959)
- Leon Wesley Walls (*1957)
- Don Williams (*1939 – 2017)

Formații
- Alabama (formație)
- Bellamy Brothers
- The Moody Brothers

## Fado
Vezi Listă de muzicieni fado
- José Afonso (Zeca Afonso) (1929 – 1987)
- Nuno de Aguiar
- Manuel de Almeida (1922 – 1995)
- Armandinho (Armando Augusto Freire) (1891 – 1946)
- Quim Barreiros (*1947)
- António Pinto Basto (*1952)
- João Braga (*1945)
- José Mario Branco (*1942)
- António Calvario (*1938)
- Camané (*1966)
- Frei Hermano da Camara (*1934)
- José da Camara (fiul lui Vicente da Camara)
- Vicente da Camara (1928 – 2016)
- Carlos do Carmo (Carlos Alberto Ascensão de Almeida) (*1939)
- Tony Carreira (*1963)
- Paulo de Carvalho (*1947)
- António Mello Corrêa
- Filipe Duarte (fiul lui Alfredo Marceneiro)
- Fernando Farinha (1928 – 1988)
- Manuel Fernandez (1921 – 1994)
- Jorge Fernando (*1957)
- Jorge Ferreira (*1955)
- Jorge Fontes (1935 – 2010)
- Roberto Leal (1951 – 2019)
- Mané
- Alfredo Marceneiro (Alfredo Rodrigo Duarte) (1891-1982)
- Tony de Matos (1924-1989)
- Fernando Mauricio (1933-2003)
- Max (*1918)
- António Mourao (*1936)
- Adriano Correia de Oliveira (1942 – 1982)
- Manuel de Oliveira
- João Pedro
- António Pelarigo (*1953)
- Nuno da Camara Pereira (*1951)
- Carlos Ramos (1907 – 1969)
- António Rocha (n.1938)
- Rodrigo (Rodrigo Ferreira Inácio) (*1941)
- João Ferreira-Rosa (*1937)
- António Severino
- Tristao da Silva (1927 – 1964)
- Victor Almeida e Silva
- Joaquim Silveirinha
- Fernando Machado Soares (*1930)
- Carlos Zel (1950 – 2002)

## Funk
- James Brown (1933 – 2006)
- George Clinton (n.1941)
- William „Bootsy” Collins  (n.1951)
- Rick James

## Heavy Metal
- Wednesday 13 (*1976)
- Eric Adams (*1952)
- Mikael Åkerfeldt (*1974)
- Phil Anselmo (*1968)
- Tom Araya (*1961)
- Chris Barnes (*1966)
- Bruce Dickinson (*1958)
- Rob Halford (*1951)
- James Hetfield (*1963)
- Joacim Cans (*1970)
- Daniel Gildenlöw (*1973)
- mägo de oz (formație)
- Metallica (formație)
- Dave Mustaine (*1961)
- Vince Neil (*1961)
- Ozzy Osbourne (*1948)
- Robert Plant (*1948)
- Layne Staley (1967 – 2002)
- Warrel Dane (1961 – 2017)
- Serj Tankian (*1967)
- Simone Simons (*1985)
- Steven Tyler (*1948)
- Tarja Turunen (*1977)
- Tony Kakko (*1975)
- Timo Kotipelto (*1969)
- Klaus Meine (*1948)
- Alice Cooper (*1948)
- John Cooper (*1975)

## Jazz
- Louis Armstrong (1901 – 1971)
- Ray Charles (1930 – 2004)
- Jelly Roll Morton (1890 – 1941)

## Muzică de operășimuzică clasică
- José Carreras (*1946)
- Enrico Caruso (1873 – 1921)
- Feodor Șaliapin (1873 – 1938)
- Plácido Domingo (*1941)
- Dale Duesing (*1947)
- Nick Garrett (*1970)
- David Habbin
- Boris Hristov (1914 – 1993, în bulgară Борис Кирилов Христов, transliterat: Boris Kirilov Hristov)
- Alfredo Kraus (1927 – 1999)
- Muslim Magomaev (1942 – 2008)
- Luciano Pavarotti (1935 – 2007)
- Joseph Schmidt (1904 – 1942)
- Geoff Sewell (*1972)
- Franco Ventriglia (1922 – 2012)
- Eberhard Waechter (1929 – 1992)
- Leonard Warren (1911 – 1960)

## Pop
- Michael Jackson (1958 – 2009)
- One Direction (formație)
- Juanes (*1972)
- Zayn Malik (*1993)
- Justin Timberlake (*1981)
- Justin Bieber (*1994)
- Take That (formație)
- Robbie Williams (*1974)

## Pop tradițional
- Paul Anka
- Tony Bennett (*1926)
- Ernesto Bonino
- Boy George
- Fred Buscaglione
- Don Cherry
- Perry Como (1912 – 2001)
- Don Cornell
- Vic Damone
- Bobby Darin (1936 – 1973)
- Aimmée Anne Duffy (*1984)
- Matt Dusk
- Kurt Elling
- Adam Faith
- Eddie Fisher
- Clinton Ford
- Robert Goulet
- Roger Cicero (1970 – 2016)
- Peter Hooton (*1962)
- Engelbert Humperdinck (1936)
- Frank Ifield
- Jack Jones
- Tom Jones
- Steve Lawrence
- Barry Manilow
- Dean Martin
- Tony Martin
- Al Martino
- Johnny Mathis
- Mika
- Guy Mitchell
- Wayne Newton
- Oliver (William Oliver Swofford)
- Natalino Otto
- Alberto Rabagliati
- Cliff Richard
- Jimmie Rodgers
- Peter Schreier
- Frank Sinatra
- Mel Tormé
- Jerry Vale
- Bobby Vinton
- Robbie Williams
- Andy Williams
- Danny Williams
- Joe Williams
- Marty Wilde

## Ragtime
- Gene Greene (1877 – 1930)
- Jelly Roll Morton (1890 – 1941)
- Billy Murray (1877 – 1954)

## Rock
- Jim Adkins
- Frank Alexander
- Jon Anderson
- Billie Joe Armstrong
- Paul Banks
- Matthew Bellamy
- Chester Bennington
- Cedric Bixler-Zavala
- Frank Black
- Bono
- David Bowie
- Jeff Buckley
- Kurt Cobain
- Billy Corgan
- Chris Cornell
- David Coverdale
- Rivers Cuomo
- Ian Curtis
- Roger Daltrey
- Ron Dante
- Jonathan Davis
- Tom DeLonge
- James Dewar
- Ronnie James Dio
- Micky Dolenz
- Barry Donegan
- Fred Durst
- Bob Dylan
- Joe Elliot
- Mark Farner
- Neil Finn
- Tim Finn
- Brandon Flowers
- Steve Forbert
- Elliott Frisby
- Gackt
- David Gahan
- Liam Gallagher
- Ben Gibbard
- Ian Gillan
- David Gilmour
- Matthew Good
- Dave Grohl
- Har Mar Superstar
- Francis Healy
- Michael Hutchence
- James Iha
- Mick Jagger
- Billy Joel
- Brian Johnson
- Mick Jones (The Clash)
- Alex Kapranos
- Maynard James Keenan
- Anthony Kiedis
- Andy Kim
- James LaBrie
- Geddy Lee
- John Lennon
- Gary Lightbody
- Joel Madden
- Sananda Maitreya
- Marilyn Manson
- Chris Martin
- Nick McCarthy
- Paul McCartney
- Freddie Mercury
- Chino Moreno
- Jim Morrison
- Morrissey
- Shannon Noll
- Conor Oberst
- Davey Pattison
- Steve Perry
- Robert Plant
- Iggy Pop
- Elvis Presley
- Joey Ramone
- Lou Reed
- Trent Reznor
- Tyson Ritter
- Ed Roland
- Axl Rose
- Johnny Rzeznik
- Claudio Sanchez
- Bon Scott
- Robert Smith
- Joe Strummer
- Steve Tyler
- Eddie Vedder
- Tom Verlaine
- Jaime Villarreal
- Roger Waters
- Gerard Way
- Lauri Ylönen
- Thom Yorke
- Adam Gontier

## Rhythm & Blues (R&B)
- Avant
- Babyface
- Philip Bailey
- Beyoncé
- Peabo Bryson
- Tevin Campbell
- Nat King Cole
- Sam Cooke
- D'Angelo
- Kevon Edmonds
- Marvin Gaye
- Johnny Gill
- Aaron Hall
- James Ingram
- Michael Jackson
- Chris Brown
- Joe
- R. Kelly
- Kenny Lattimore
- Gerald Levert
- Brian McKnight
- Alexander O'Neal
- Teddy Pendergrass
- Ray-J
- Otis Redding
- Raphael Saadiq
- Ruben Studdard
- Keith Sweat
- Usher
- Luther Vandross
- Eric West
- Barry White
- Stevie Wonder

## Salsa
- Rubén Blades
- Willie Colón
- Cheo Feliciano
- Héctor Lavoe
- Tito Puente
- Celia Cruz
- Marc Anthony

## Muzică variată și multi-gen
- Sony
- Jimmy Buffett
- Joan Manuel Serrat
- Urs Buhler
- João Gilberto
- Josh Groban
- Sebastien Izambard
- Doug Kershaw
- Carlos Marin
- David Miller
- Ruslana
- Sean Paul
- "Weird Al" Yankovic
- Suresh Maliyadde
- 50 Cent